# Gertraude Portisch
Gertraude „Traudi“ Portisch (* 25. Februar 1920 in Wien als Gertraude Reich; † 23. Jänner 2018 ebenda) war eine österreichische Schriftstellerin. Sie veröffentlichte viele ihrer Bücher unter ihrem Mädchennamen Traudi Reich.

## Leben
Nach dem Anschluss Österreichs an den NS-Staat im Jahr 1938 kam Traudis Vater, Maximilian Reich, wegen seines jüdischen Glaubens zunächst in das Konzentrationslager Dachau und anschließend ins Konzentrationslager Buchenwald. Erst seiner Frau Emilie Reich, einer Katholikin, gelang es, dass Maximilian Reich Buchenwald verlassen und mit ihr nach England emigrieren durfte. Die Töchter Traudi und Henriette reisten später ihren Eltern nach.
Während des Exils arbeitete Traudi Reich in einem Benediktinerkloster als Hilfslehrerin.
Nach dem Krieg kehrte die Familie 1947 nach Wien zurück. Ihr Vater war Sportreporter und gründete eine eigene Sportzeitung, bei der sie ihren späteren Ehemann, den Journalisten Hugo Portisch, kennen lernte. Sie hatten einen Sohn, Edgar Thomas Portisch (* 13. März 1949; † 11. April 2012).
Auch nach ihrer Heirat mit Hugo Portisch arbeitete sie vor allem unter ihrem Mädchennamen Traudi Reich als Autorin, für die Presse und als Korrespondentin. Später schrieb sie Kinderbücher, Gedichte und Erzählungen, in denen sie u. a. ihre Erlebnisse aus der Zeit des Exils verarbeitete.
Die Portischs hatten auch ein Haus in der Toskana, ihre Erlebnisse dort beschrieb das Ehepaar in dem gemeinsam verfassten Buch Die Olive und wir.

## Werke
- Hänschen klein. Kinderlieder und Spiele. 1963. (Neuauflage 1992, ISBN 3-210-24942-3)
- Ich und du: Kinderreime. Herder Verlag, 1978, ISBN 3-451-17696-3.
- Wer bist du? Edition Rötzer, 1979, ISBN 3-85374-064-2.
- Panda oder die Flucht aus dem Zoo. Südwest Verlag, 1980.
- Von Tozzlpozzeln und Molopontonis. Kremayr und Scheriau, 1986, ISBN 3-218-00440-3.
- Nimm Dir die Zeit zum Freund. Edition Rötzer, 1993, ISBN 3-85374-224-6.
- Irrwege. Escher. Adam. Edition Atelier, Wien 1995, ISBN 3-85308-014-6.
- Das Geheimnis des gelben Vogels. Kremayr & Scheriau, Wien 1999, ISBN 3-218-00671-6.
- Cassiel. Edition Atelier, Wien 2000, ISBN 3-85308-057-X.
- Die Hunde von Benevento. Dachs, Wien 2004, ISBN 3-85191-351-5.
- Der liebe Gott und die Großmama. Edition Portisch, Wien 2007, ISBN 978-3-902635-00-6.
- Nogi und der Zug der schwarzen Vögel. Edition Portisch, Wien 2010, ISBN 978-3-9502967-0-9.
- Die Reise zu den Sternen. Sagen und Mythen der Sternbilder. Residenz, St. Pölten / Salzburg / Wien 2013, ISBN 978-3-7074-5109-2.
- Das Einhorn auf Spurensuche. Obelisk, Innsbruck/Wien 2013, ISBN 978-3-85197-690-8.
- Zwei weiße Schmetterlinge. Edition Portisch, Wien 2013, ISBN 978-3-902635-01-3.
- Die Reise zum Licht. Edition Portisch, Wien 2015, ISBN 978-3-9502967-4-7.
- Auf Teufel komm raus. Edition Portisch, Wien 2016, ISBN 978-3-200-04697-9.

gemeinsam mit Hugo Portisch
- Pilzesuchen ein Vergnügen. Die besten Speisepilze und ihre Doppelgänger. Orac Pietsch, Wien 1992, ISBN 3-85368-907-8.
- Die Olive und wir. Ecowin, Salzburg 2009, ISBN 978-3-902404-72-5.